# Radunia
Radunia (en cachoube Reduniô, en allemand Radaune) est une rivière de Pologne affluent gauche de la Motława.

## Géographie
Elle a une longueur de 103 km et son bassin hydrographique recouvre 837 km2. La Radunia traverse les villes de : Pruszcz Gdański, Gdańsk et Żukowo.
De Pruszcz Gdański, une partie de la rivière Radunia traverse Żuławy Gdańskie dans un canal naturel, l'autre partie de l'eau est drainée par le canal de Radunia, construit en 1348-1354 par les chevaliers teutoniques.